# Fobije na delovnem mestu
Fobije na delovnem mestu je izraz za fobije, s katerimi se posamezniki soočajo takrat, ko so v službi, oz. tudi takrat, ko o svojem delovnem mestu le razmišljajo. 
Anksiozne motnje so heterogena skupina motenj, ki vključujejo specifične fobije, socialno fobijo, agorafobijo ter panične motnje, splošno anksioznost, obsesivno-kompulzivne motnje, posttravmatično stresno motnjo, hipohondrijo ter somatske motnje. Vse več je dokazov, da delovno mesto pomembno vpliva na razvoj anksioznih motenj. V eni od raziskav so ugotovili, da je 67,4 % udeležencev poročalo o anksioznih motnjah na delovnem mestu. Med fobijami je bil najpogostejši situacijski strah pred delovnim mestom (53,8 %), na drugem mestu pa je bila socialna fobija (34,1 %).
V študiji predpostavljajo, da obstaja razlika med anskioznimi motnjami povezanimi s službo ter konvencionalnimi anksioznimi motnjami. Anksiozne motnje, ki se pojavljajo na delovnem mestu, so povezane s kompleksnimi stimulusi v delovnem okolju. Takšne vrste anksioznih motenj lahko nastanejo neodvisno od primarnih anksioznih motenj, vendar pa so rezultati pokazali, da bodo posamezniki, ki trpijo za eno ali več konvencionalnimi anksioznimi motnjami, tudi bolj nagnjeni k doživljanju anksioznih motenj povezanih z delovnim mestom. Ugotovili so, da je lahko samo delovno mesto izvor anksioznosti. Obstaja namreč posebna vrsta specifične fobije, ki je vezana zgolj na službo (strah pred delovnim mestom). Dejstvo, da so anksiozne motnje, vezane na delovno mesto le delno povezane s konvencionalnimi anksioznimi motnjami kaže, da ni ustrezno, če se pri diagnosticiranju in terapijah osredotočimo le na primarne motnje, temveč moramo biti pozorni tudi na motnje, ki se nanašajo na delovno mesto. Gledano s kliničnega vidika poleg drugih mentalnih motenj anksiozne motnje, vezane ne delovno mesto pojasnijo pomemben del bolniških dopustov in predčasnih upokojitev. Na splošno pa anksiozne motnje vplivajo na slabše rezultate pri delu zaposlenih z motnjami.
Na posameznike z anksioznimi motnjami pomembno vplivajo karakteristike dela, kot sta npr. okupacijski status in psihosocialne okoliščine. Če so te karakteristike slabe, le še poslabšajo produktivnost posameznika in obratno. S tem zavedanjem lahko delodajalec dela na tem, da je delovno okolje za posameznika z anksiozno motnjo čim bolj prijazno.

## Specifične fobije
Posamezniki se lahko s specifičnimi fobijami soočajo tudi na delovnih mestih, npr. strah pred nastopanjem pri glasbenih izvajalcih, strah pred tehnologijo pri starejših zaposlenih, strah pred majhnimi luknjami (tripofobija) pri kuharjih, šiviljah, dermatologih idr., strah pred letenjem (aerofobija) pri stevardesah in pilotih, strah pred bacili (mizofobija) pri zdravnikih, varnostnikih v zaporu idr., strah pred zaprtimi prostori (klavstrofobija) pri rudarjih, pilotih idr., strah pred psi (kinofobija) pri frizerjih za pse in še mnogi drugi specifični strahovi. 

## Socialna fobija
Delovno okolje je ena najzahtevnejših situacij, v kateri se lahko znajde posameznik s socialno fobijo. V službi osebo stalno nekdo nadzoruje in vrednoti njeno delo, oseba zlahka zaide v nesporazume s sodelavci, mora nastopati pred publiko ali se sestajati s sodelavci ter drugimi poslovneži na sestankih. Posamezniki s socialno fobijo pogosto težje konkurirajo tistim, ki tovrstne duševne motnje nimajo, saj jim fobija otežuje napredek, poleg tega pa je lahko socialna fobija napačno interpretirana kot neprijaznost ali zadržanost. Posamezniki s socialno fobijo se sčasoma izolirajo od svojih sodelavcev, posledično pa jim je kasneje še težje preiti nazaj v socialne kroge in pridobiti samozavest. Dobro je, če si posamezniki s socialno fobijo do neke mere pomagajo sami tako, da se dobro pripravijo na predstavitve na sestankih, se izogibajo alkoholu pred socialnimi interakcijami, vadijo telefonske klice od doma (če npr. delajo kot poslovni sekretarji) ipd.
Delodajalci lahko zaposlenim s socialno fobijo pomagajo tako, da so odprti in sprejemljivi do duševnih motenj ter da podirajo stigmo, ki je nastala okrog duševnih motenj, pokažejo, da jim je mar za zaposlenega, izobražujejo svoj kader o duševnem zdravju, izobražujejo managerje in supervizorje, da znajo prepoznati simptome socialne fobije pri zaposlenih, podpirajo zaposlene, da poiščejo strokovno pomoč ter jim po potrebi omogočijo fleksibilnejši urnik, več odmorov ter jim dodelijo delo, ki je za njih primernejše. 

## Agorafobija
Zaposleni z agorafobijo se pogosto soočajo s težavo obvladovanja svojega strahu, še posebej na delovnem mestu, kjer jih skrbi, da bodo njihovo stanje opazili tudi drugi zaposleni. Skrbi jih, da bodo doživeli panični napad pred svojimi sodelavci ali nadrejenimi.
Posamezniki z agorafobijo pogosto izostajajo z delovnega mesta za daljša časovna obdobja. Daljše kot je obdobje izostanka, bolj se mora delodajalec truditi, da ostane v stiku z zaposlenim, saj se z daljšanjem izostanka vrnitev na delovno mesto in vzpostavljanje stika z ostalimi zaposlenimi in nadrejenimi otežujeta. Delodajalec mora biti pripravljen obiskati zaposlenega na domu ali na kakšnem drugem mestu, ki ustreza zaposlenemu. Zaželeno je, da se delodajalec zanima za stanje zaposlenega z agorafobijo ter se z njim pogovori o strategijah spoprijemanja ter na kakšen način bi lahko organizacija pomagala zaposlenemu. Delodajalec se mora specifično pozanimati, katere informacije o svojem stanju (če sploh katere) želi zaposleni deliti s sodelavci. Prav tako je dobro, da delodajalec po dogovoru z zaposlenim skuša prilagoditi okolje tako, da se bo zaposleni počutil varnega (npr. namenimo en prazen prostor v podjetju za zaposlenega takrat, ko občuti anskioznost) in bo posledično tudi bolj produktiven.
Zaposleni z agorafobijo pa si do določene mere lahko pomagajo tudi sami. Dobro je, če vedo, katere situacije pri njih povzročijo občutke anksioznosti in panike, saj jih na ta način lahko skušajo preprečiti. Prav tako je dobro, da oseba prepozna simptome anksioznosti, se jih nauči razumeti ter skuša preusmeriti misli drugam. Posameznik z agorafobijo naj najprej v umirjenem stanju vadi tehnike, ki pomagajo pri obvladovanju ansksioznosti in panike, da jih bo lahko kasneje uporabil v času krize. Takšne tehnike so npr. zaustavljanje misli, progresivna mišična relaksacija in dihalne vaje. Čeprav mnogi raje zadržijo svoje zdravstveno stanje zase, pa je včasih koristno, da za agorafobijo ve še kdo, ki je posamezniku blizu ter nekateri sodelavci, saj mu lahko nudijo socialno oporo, katera pa zmanjšuje stres.